# RIP 2006-2016
RIP 2006–2016 ist das dritte Best-of-Kompilationsalbum der US-amerikanischen Band Blood on the Dance Floor. Es erschien am 24. Dezember 2016.

## Hintergründe
Noch vor Veröffentlichung des gemeinsam aufgenommenen Studioalbums Scissors verließ der langjährige Leadsänger, Jayy von Monroe, aufgrund persönlicher Differenzen und schlechter Arbeitsbedingungen das Musikprojekt Blood on the Dance Floor. Nach der Trennung beschloss sein ehemaliger Kollege Dahvie Vanity zunächst, dieses zu beenden und sich in Zukunft der Musik seines neuen Pseudonyms Sinners are Winners zu widmen. Mit RIP 2006–2016 sollte als Abschied ein letzter Karriererückblick veröffentlicht werden, der Lieder vom Debütalbum bis hin zur damaligen Gegenwart beinhaltet. Rest in Peace, der einzige bislang unveröffentlichte Track, welcher sich auf der Kompilation befindet, wurde am 11. November 2016 als Single ausgekoppelt und als letztes Blood on the Dance Floor-Lied angekündigt. Bereits fünf Monate später fand jedoch eine Neugründung des Projektes statt, bei der die Sängerin Fallon Vendetta von Monroes Platz einnahm und nach welcher es zur Veröffentlichung mehrerer weiterer Studioalben kam.
Der Titel RIP 2006–2016 bezieht sich nicht auf die Zeitspanne, in der die enthaltenen Songs veröffentlicht wurden, da der älteste Beitrag aus dem Jahre 2008 stammt, sondern auf das Gründungsjahr der Band. Als deren Mitglieder treten auf der Kompilation Dahvie Vanity, Rebecca Fugate, Christopher Mongillo, Garrett Ecstasy und Jayy von Monroe in Erscheinung. Ausschließlich erstgenannter war an allen Titeln beteiligt. Nicht zu hören ist Matty M, der nur auf der nicht auf dem Album inkludierten Single Horrifically Delicious Teil der Gruppe war. Als Gastmusiker befinden sich Lolli Dolli, Lady Nogrady, Deuce, Joel Madden, Kerry Louise und Haley Rose auf der Kompilation. Produziert wurden die Lieder von Christopher Mongillo, Rusty Wilmot, James Egbert, Stevie Blacke, Brandy Wynn, Dahvie Vanity und Noah Buchanan; geschrieben wurden sie von den jeweils beteiligten Mitgliedern der Gruppe.

## Inhalt
Die Kompilation umfasst Material aus insgesamt acht Blood on the Dance Floor-Studioalben, vier EPs und einer Unplugged-Kompilation. Mit The Reckoning! befindet sich auch ein Lied aus Dahvie Vanitys Soloalbum Master of Death auf der Tracklist, dessen Single-Cover jedoch den Namen der Band zeigte. Der Song Good Vibes Only erschien 2014 als Single, allerdings nie auf einem offiziellen Album oder einer kommerziell veröffentlichten EP (er war jedoch nachträglich auf der exklusiven Ringleader EP zu finden, die 2016 auf der Scissors Tour für V.I.P.-Gäste zu erwerben war). Der Titel Rest in Peace ist das einzige Lied, das speziell für die Kompilation aufgenommen wurde und somit vorher auf keiner Veröffentlichung vorhanden war. I.D.G.A.F. ist auf dem Album in der Neuaufnahme mit Jayy von Monroe enthalten, während Scream For My Ice Cream in der Originalversion mit Garrett Ecstasy als Sänger vorzufinden ist – von beiden Songs existieren auch Versionen mit dem jeweils anderen Musiker.
Die Auswahl der Tracks erfolgte unabhängig von einer Veröffentlichung als Single. Während viele Lieder der Kompilation keine Auskopplungen erfuhren, fehlt ebenso eine Vielzahl der Singles, die die Band über die Jahre herausbrachte.

## Musik und Texte
Musikalisch und inhaltlich decken die Tracks mehrere Stilrichtungen ab, derer sich das Musikprojekt im Laufe seiner Karriere annahm. Sind die Titel der ersten Disc vorwiegend dem Eurodance und dem Electro-Pop zuzuordnen, befinden sich vor allem auf der zweiten Hälfte des Werkes auch Rocksongs der Subgenres Industrial und Metalcore; ein großer Teil der Lieder weist auch dominante Dubstep- und Synthiepop-Elemente auf. Es überwiegen auf dem Album Up-tempo-Songs, allerdings sind auf beiden Discs auch vereinzelt Balladen vorhanden. Inhaltlich finden sich vermehrt humorvolle oder stark sexuelle Texte wieder, genauso allerdings auch solche über (zum Teil gescheiterte) Liebesbeziehungen, Mobbing oder den Umgang mit Gerüchten. Dabei enthält die zweite Disc eine wesentlich höhere Anzahl ernsterer Songs als die erste.

## Covergestaltung
Das Cover zu RIP 2006–2016 hat, passend zum Titel, den Tod als zentrales Motiv. Vom Bauch aufwärts zu sehen ist Dahvie Vanity, der mit geschlossenen Augen auf dem Boden liegt, während er von mehreren roten Rosen umringt ist. Sein Gesicht ist so geschminkt, dass es einem Totenkopf ähnelt. Die Farben der Szenerie sind dunkel, und ein nebliger Schleier bedeckt den unteren Teil des Bildes. Über Vanitys Rumpf steht in großen, roten Lettern der Name der Band, direkt darunter wesentlich kleiner der Albumtitel in selber Farbe. Beide Schriftzüge sind so stilisiert, dass sie verlaufendes Blut darstellen.

## Titelliste
| Nr. | Titel                                                                       | Länge |
| --- | --------------------------------------------------------------------------- | ----- |
| 1.  | Let’s Start a Riot! (aus Let’s Start a Riot!)                               | 3:33  |
| 2.  | Bitches Get Stitches (aus Let’s Start a Riot!)                              | 2:48  |
| 3.  | Ima Monster (aus It’s Hard to Be a Diamond in a Rhinestone World)           | 3:18  |
| 4.  | S My D (aus It’s Hard To Be a Diamond in a Rhinestone World)                | 2:50  |
| 5.  | I.D.G.A.F. (aus Epic)                                                       | 3:33  |
| 6.  | Scream For My Ice Cream (aus der EP I Scream I Scream)                      | 3:02  |
| 7.  | Miss Bipolar (Love Fight) (feat. Lolli Dolli, aus der EP I Scream I Scream) | 3:03  |
| 8.  | Death to Your Heart! (aus Epic)                                             | 3:14  |
| 9.  | Candyland (aus Epic)                                                        | 3:25  |
| 10. | Sexting! (aus Epic)                                                         | 3:40  |
| 11. | Believe (aus Epic)                                                          | 3:59  |
| 12. | Bewitched (feat. Lady Nogrady, aus All the Rage!!)                          | 3:47  |
| 13. | Yo, Ho! (A Pirate’s Life For Me!) (aus All the Rage!!)                      | 2:59  |
| 14. | Star Power! (aus All the Rage!!)                                            | 3:41  |
| 15. | Rise & Shine (feat. Deuce, aus (R)Evolution)                                | 3:36  |
| 16. | Unforgiven (aus (R)Evolution)                                               | 3:45  |
| 17. | Revenge Porn! (aus (R)Evolution)                                            | 3:45  |
| 18. | Incomplete & All Alone (feat. Joel Madden, aus (R)Evolution)                | 3:48  |
| 19. | Don’t Want to Be Like You (aus der EP The Anthem of the Outcast)            | 5:23  |

| Nr. | Titel                                                                         | Länge |
| --- | ----------------------------------------------------------------------------- | ----- |
| 1.  | Where’s My Wonderland (aus der EP Clubbed to Death!)                          | 3:42  |
| 2.  | Unchained (aus Bad Blood)                                                     | 4:16  |
| 3.  | I Refuse to Sink (aus Bad Blood)                                              | 4:00  |
| 4.  | Damaged (aus Bad Blood)                                                       | 3:34  |
| 5.  | Redeemer (aus Bad Blood)                                                      | 3:40  |
| 6.  | Something Grimm (aus Bad Blood)                                               | 3:50  |
| 7.  | Bitchcraft! (aus Bitchcraft)                                                  | 3:23  |
| 8.  | Call Me Master (aus Bitchcraft)                                               | 3:25  |
| 9.  | Good Vibes Only (Non-Album Single)                                            | 3:57  |
| 10. | The Reckoning! (feat. Kerry Louise, aus Dahvie Vanitys Album Master of Death) | 3:35  |
| 11. | Time Machine (aus der Kompilation Blood Unplugged)                            | 4:03  |
| 12. | Cruel Pornography (aus der EP Cruel Pornography)                              | 3:36  |
| 13. | Filthy Animals (aus der EP Cruel Pornography)                                 | 3:16  |
| 14. | Ringleader (aus Scissors)                                                     | 4:18  |
| 15. | Safe Word (aus Scissors)                                                      | 4:14  |
| 16. | Sorry Not Sorry (aus Scissors)                                                | 4:18  |
| 17. | Bullseye (aus Scissors (Deluxe Edition))                                      | 2:43  |
| 18. | Clubbed to Death (feat. Haley Rose, aus der EP Clubbed to Death!)             | 3:26  |
| 19. | Rest in Peace (zuvor unveröffentlicht)                                        | 4:11  |

## Erfolg
RIP 2006–2016 konnte sich weltweit nicht in den Charts beweisen.

## Dies und das
- Das Lied Blood on the Dance Floor ist auf RIP 2006–2016 unter seinem Werktitel Let's Start a Riot! angeführt. Dieser wurde 2008 allerdings bereits für das instrumentale Intro des gleichnamigen Debütalbums verwendet.[34]
- Auf der limitierten CD-Ausgabe des Albums gibt es einen Fehler. Statt des Liedes Unchained ist dort der Titel Redeemer fälschlicherweise ein zweites Mal zu hören.[35]